# Фло Райда
Трамар Дилард (роден на 16 септември 1979), по-известен като Фло Райда, е американски рапър.
Mail On Sunday е дебютният му албум, чийто пилотен сингъл Low (с Ти Пейн) стои като №1 в продължение на десет седмици в Билборд Хот 100 в началото на 2008 година. И другите два сингъла от Mail On Sunday стават хитове – Elevator и In the Ayer. През 2009 година излиза вторият му албум R.O.O.T.S. Най-успешният сингъл от него Right Round се задържа на върха на Билборд Хот 100 за шест седмици.

## Произход и юношество
Трамар Дилард е роден в Керъл Сити, щата Флорида, САЩ. Самотната му майка го отглежда заедно със седемте му сестри, някои от които са пели в местна госпъл група. Той и зетът му сформират група, заедно с няколко приятели, наречена Groundhoggz. След дипломирането му от гимназията през 1998 г., той следва международен бизнес мениджмънт в университета на Невада, в Лас Вегас за две години. Връща се във Флорида, за да продължи музикалната си кариера, след като получава обаждане от представител на независимия лейбъл Poe Boy Entertainment. Дилард подписва с тях през 2006 г. и като Фло Райда се запознава с артисти като Rick Ross, Trina, T-Pain и Trick Daddy. Промоционалният му сингъл, озаглавен Birthday, е първият му значим проект. Дебютното му участие като гост е в песента Bitch I'm from Dade County от албума на DJ Khaled We the Best, заедно с Trick Daddy, Trina, Rick Ross, Brisco, C-Ride и Dre.

## Музикална кариера

### Mail on Sunday(2007 – 08)
Фло Райда получава световно признание и популярност с успеха на първия си сингъл Low заедно с T-Pain. Това е първият му официален сингъл от дебютния му албум Mail On Sunday, както от саундтрака на филма В ритъма на танца 2 Улиците. Low достига №1 на класацията на Billboad Hot 100. Elevator с Тимбаланд, In the Ayer с will.i.am. и Roll с Шон Кингстън, също попадат в класацията Hot 100.
След успеха на Mail On Sunday Фло Райда прави участия като гост и в други R&B, рап и поп сингли. През лятото на 2008 участва на живо в телевизионното танцово състезание на FOX – „Мислят си, че могат да танцуват“.

### R.O.O.T.S.(2009)
Според списание Billboard, Фло Райда започва да записва втория си албум девет месеца след Mail On Sunday. Албумът е озаглавен R.O.O.T.S. излиза на 31 март 2009 г. Пилотният сингъл Right Round, с участието на Кеша, излиза през януари 2009. Right Round се изкачва от номер 58 до първата позиция в края на февруари. Също така песента чупи рекорда за дигитални продажби за една седмица с 636 000, задминавайки предишния рекордьор – песента Low (отново на Фло Райда).

### Only One Flo (Part 1)(2010)
През март 2010 Фло Райда обявява в Туитър, че новият му албум ще бъде озаглавен The Only One и ще бъде двоен албум. Club Can't Handle Me, продуцирана от Давид Гета, е първият официален сингъл и достига №9 в Billboard Hot 100 в Съединените щати и №4 в Canadian Hot 100. Club Can't Handle Me е също и част от саундтрака на В Ритъма на танца 3.
Фло Райда прави гост участия в iYiYi, песен на австралийската певица Коди Симпсън и в песента Out My Video на българската певица Лилана. Новият му албум излиза на 30 ноември 2010 г.

### 2011 –: Wild Ones
Първият сингъл от предстоящия албум на Райда Wild Ones, първоначално Only One Rida (Part 2), е Good Feeling. Песента е издадена на 29 август 2011.
На 1 април 2012 Фло Райда се появява на Кечмания 28, където изпява Wild Ones и Good Feeling преди Дуейн Джонсън – Скалата да излезе за двубоя си срещу Джон Сина.